# Bzí (Letiny)
Bzí (německy Holler) je malá vesnice, část obce Letiny v okrese Plzeň-jih v Plzeňském kraji. Nachází se asi 2,5 kilometru severovýchodně od Letin. Je zde evidováno 22 adres. V roce 2011 zde trvale žilo 44 obyvatel. Bzí je také název katastrálního území o rozloze 4,75 km².

## Historie
První písemná zmínka o obci pochází z roku 1115.

## Obyvatelstvo
| Rok            | 1869 | 1880 | 1890 | 1900 | 1910 | 1921 | 1930 | 1950 | 1961 | 1970 | 1980 | 1991 | 2001 | 2011 | 2021 |
| -------------- | ---- | ---- | ---- | ---- | ---- | ---- | ---- | ---- | ---- | ---- | ---- | ---- | ---- | ---- | ---- |
| Počet obyvatel | 147  | 162  | 154  | 133  | 139  | 127  | 99   | 74   | 78   | 77   | 72   | 51   | 51   | 41   | 38   |
| Počet domů     | 19   | 21   | 21   | 17   | 18   | 18   | 18   | 18   | 18   | 21   | 15   | 20   | 19   | 20   | 20   |

## Obecní správa
Při sčítání lidu v letech 1850–1975 Bzí bylo samostatnou obcí, se kterým patřilo nejprve do okresu Plzeň, ale v roce 1950 v okrese Blovice a od roku 1960 v okrese Plzeň-jih. Od 1. ledna 1976 je částí obce Letiny v okrese Plzeň-jih.

## Společnost
Ve vesnici je nohejbalový klub, který hraje soutěž okresní přebor Plzeň-jih pod názvem ZCHP Bzí. Mužstvo již pětkrát vyhrálo soutěž, a to roce 2016, 2018, 2021, 2022 a 2024.[zdroj?]

## Pamětihodnosti
- Kaple svaté Rozálie

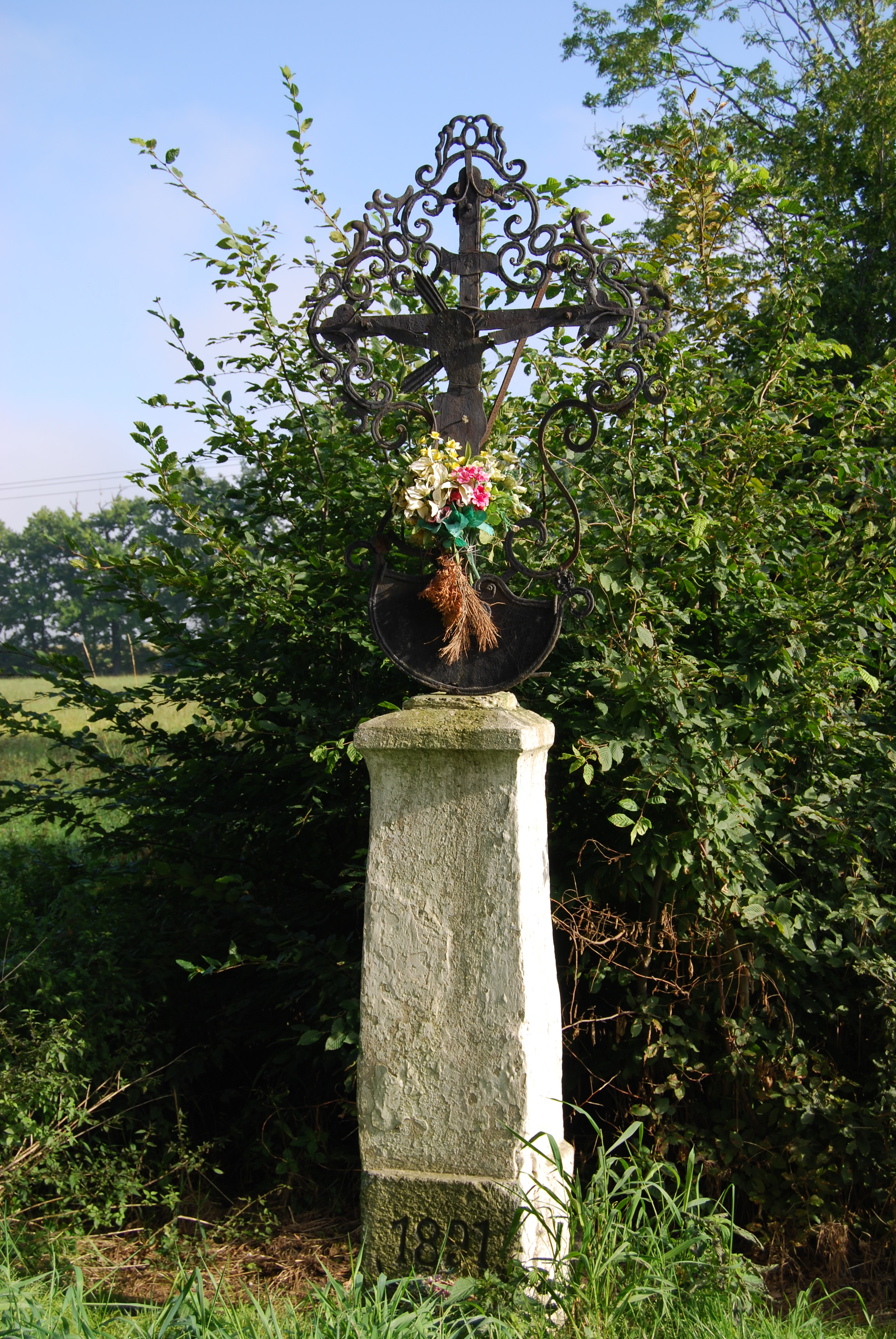
Kříž poblíž obce

- Jihozápadně od vesnice se nachází vrch Jezevčí skála, na jehož severním výběžku v devatenáctém století zkoumal František Xaver Franc archeologickou lokalitu Velká skála u Bzí, kde se v eneolitu nacházelo sídliště chamské kultury.[11] Roku 2019 byla na hoře umístěna pamětní deska připomínající 600 let shromáždění husitského lidu na tomto místě.[12]